# 海洋エネルギー資源開発促進日本海連合

海洋エネルギー資源開発促進日本海連合
Ocean Energy of Japan Sea Governments

海洋エネルギー資源開発促進日本海連合（かいようエネルギーしげんかいはつそくしんにほんかいれんごう）は、日本近海に眠る海底資源を共同調査するための自治体の広域連合。日本海側12府県で構成される。2012年（平成24年）9月8日発足。

## 概要
2012年上半期に表層型メタンハイドレートの調査が進まない現状を打開するため、当時：独立総合研究所の社長だった青山繁晴の呼び掛けに応じ、国産エネルギー資源となることが期待されるメタンハイドレートの調査や開発を日本海でも進めようと、各自治体が動き出したもの。調査開発する海底資源はメタンハイドレートに限らず、石油や天然ガスなども対象となっている。
独立総合研究所と先行共同調査していた兵庫・新潟・京都の3府県が同連合の設立を呼びかけ、秋田・山形・富山・石川・福井・鳥取・島根の7県が賛同した。
輸入に頼らないエネルギー資源の新規開拓と、特に日本海側沿岸部の産業振興や地域活性化が狙い。今後、企業とも連携して政府への提言をまとめる予定。発足時の会合で山田啓二当時：京都府知事は、「日本海の豊かな資源は手つかずだった。地域が結束して国を動かす」、「日本海側の開発は韓国に出遅れている」と述べ、泉田裕彦新潟県知事(当時)は、「太平洋側で巨大地震が起きた場合、エネルギー安定供給を維持するために果たす役割は大きい」、「エネルギー政策は地方も関与しないといけない時代になってきた」と述べた。
その後、2014年11月1日には青森県と山口県も加わり、12府県で構成されるようになった。

## 組織概要
| 役職     | 画像                     | 名前                     | 出身                     | 備考                     |
| -------- | ------------------------ | ------------------------ | ------------------------ | ------------------------ |
| 会長     |                          | 花角英世                 | 新潟県                   | 現新潟県知事             |
| 副会長   |                          | 齋藤元彦                 | 兵庫県                   | 現兵庫県知事             |
| 事務局長 |                          | 齋藤元彦                 | 兵庫県                   | 現兵庫県知事             |
| 監事     |                          | 吉村美栄子               | 山形県                   | 現山形県知事             |
| 監事     |                          | 西脇隆俊                 | 京都府                   | 現京都府知事             |
| その他   | 上記以外の各都道府県知事 | 上記以外の各都道府県知事 | 上記以外の各都道府県知事 | 上記以外の各都道府県知事 |

## 設立の目的
日本海沖海底に豊富に存在すると考えられているメタンハイドレート・石油・在来型天然ガス等の海洋エネルギー資源の開発を促進するため、日本海沿岸の府県が連携して情報収集や調査研究を行うとともに、国への提案等を行う。

## 各自治体の取組み
2016年12月時点における各自治体の取組みは以下の通り。
- 秋田県
  - 秋田大学と資源開発に係る県内企業及び民間団体と連携して講演会を開催
- 山形県
  - 一般県民向けの講演会の開催
- 新潟県[4]
  - 平成25年度は佐渡北東沖で賦存量調査
  - 平成26年度は研究開発状況調査
  - 平成27年度は県内企業の技術開発参画環境整備向けの研究会を立ち上げ、新潟大学に委託してプルーム回収実験を実施
- 富山県
  - 富山県立大学と連携して上越沖でメタンプルームを採取、富山湾の朝日沖でも海底でガス湧出確認[5]。
- 石川県
  - 県政出前講座でメタンハイドレートの紹介を実施
  - 平成28年度は出前講座でメタンハイドレートの取り組みを紹介
- 福井県
- 京都府
  - 府主催で、海洋資源フォーラム、産学向けの実用化向け調査、開発フォーラム、府北部で一般府民周知向けフォーラム、小学生向け体験教室を開催
- 兵庫県[6][7]
  - 平成24年度は独研と提携して但馬沖の賦存量を確認する調査を実施
  - 平成25年度は海底地形観測と試料採掘を実施
  - 平成27年度からは香美町立ジオパークと海の文化館でパネル展示、豊岡市で県主催のメタンハイドレートの周知講演会を実施
- 鳥取県[8]
  - 鳥取大学と連携し、その中で明治大学研究・知財戦略機構 ガスハイドレート研究所と科学講座を設立、地元住民（一般、小中学生向けの）セミナー開催、環境評価のワークショップ開催
- 島根県
  - 出雲科学館主催の講演会を開催[9]
- 青森県[10]
- 山口県

### 活動内容
- 国への要望

平成24年度から関係省庁への要望を実施。平成28年度は官邸で当時：内閣総理大臣であった安倍晋三に直接陳情を行った。
- 周知、啓蒙

年に一度、一般人に周知、啓蒙するために「海洋資源フォーラム」を開催しており、開催自治体は持ち回りで開催。
- 採掘技術アイディアコンテスト

2013年11月5日から中高生向け表層型メタンハイドレートの採掘技術アイデアコンテストを実施。2014年5月20日、コンテストの結果、鳥取県の高校2年生のカニをイメージしたロボットが回収したメタンハイドレートを海底で加熱し、取り出したメタンで発電し送電する内容がアイディア優秀賞を獲得した。翌年の2014年（平成26年度）からは、一般人にも門戸を開き、毎年採掘アイディアコンテストが開催されている。